# Forêt de Ben Aknoun
La forêt de Ben Aknoun est une forêt située à Ben Aknoun dans la wilaya d'Alger. Cette forêt est gérée par la Conservation des forêts d'Alger sous la tutelle de la Direction générale des forêts (DGF).

## Localisation
La forêt de Ben Aknoun est située à 20 kilomètres au sud-ouest d'Alger. Elle est localisée dans la commune de Ben Aknoun dans la Mitidja de la Basse Kabylie.

## Présentation
La forêt de Ben Aknoun est régie par le décret no 84-45 du 18 février 1984, modifié et complété par le décret no 07-231 du 30 juillet 2007. Sa superficie atteint 304 hectares, dont les deux tiers sont boisés.

## Faune
La faune de la forêt de Ben Aknoun est riche en diversité zoologique, ornithologique et entomologique.

### Mammifères

#### Lapin de garenne
Le lapin de garenne (Oryctolagus cuniculus) est un rongeur lagomorphe dont les effectifs sauvages sont communs en Algérie mais en déclin.

#### Lièvre du cap

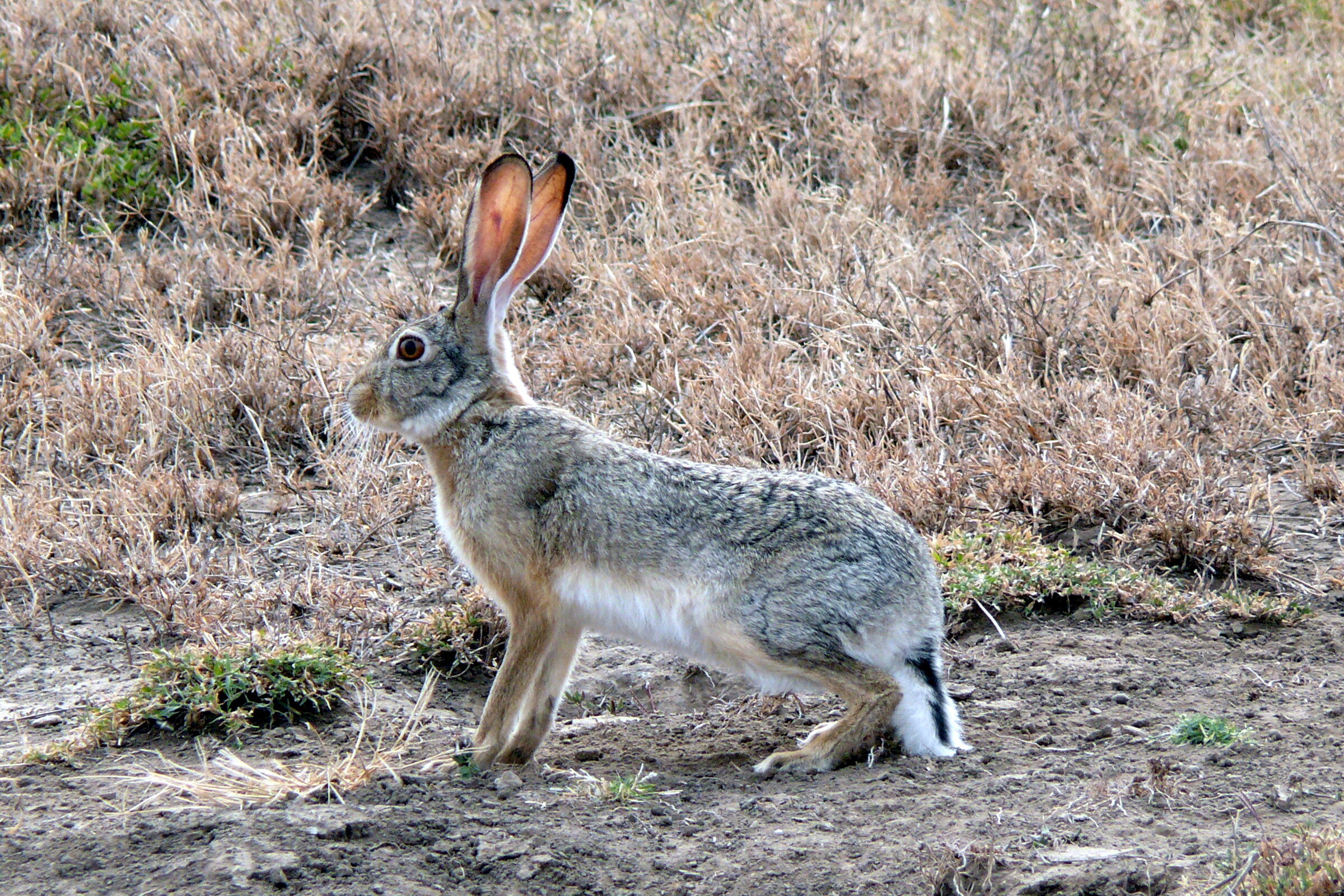
Lièvre du Cap

Le lièvre du Cap (Lepus capensis) est une espèce de lièvre originaire d'Afrique.

## Flore
Cette forêt est peuplée essentiellement de pins d'Alep et de pins maritimes.

## Parc zoologique et d'attraction
Le parc de Ben Aknoun est un parc, situé dans cette forêt au sud-ouest d'Alger, qui a ouvert ses portes dans le quartier Saïd Hamdine en 1982. Ce parc, d'une superficie de 304 hectares, comprend un zoo et un parc d'attractions.